# König Arthurs Untergang
König Arthurs Untergang (Originaltitel: The Fall of Arthur) ist ein unvollendetes, posthum veröffentlichtes Gedicht des britischen Autors und Philologen J. R. R. Tolkien, das im Jahr 2013 von seinem Sohn Christopher Tolkien beim Verlag HarperCollins herausgegeben wurde.

## Hintergrund und Inhalt
Das Gedicht benutzt die Elemente der Metrik und Alliteration. Es besteht aus rund 1000 Strophen und ist in fünf Abschnitte unterteilt. Es befasst sich mit der Legende über den sagenhaften König Arthus und schildert, wie sich der König in den Osten begibt, um dort in heidnischen Ländern zu kämpfen. In seiner Abwesenheit verliebt sich der Ritter Sir Lancelot in des Königs Frau Guinevere, woraus sich ein unüberwindlicher Konflikt aus Liebe, Treue, Zweifel und Verrat entwickelt. Zudem versucht Mordred die Gelegenheit zu nutzen und die Macht über das Königreich an sich zu reißen. Diese Geschichte wird hier von Tolkien in einer eigenen Interpretation wiedergegeben. Die deutsche Ausgabe des Buches enthält neben der Übersetzung durch Hans-Ulrich Möhring den englischen Originaltext des Gedichtes. Anregungen entnahm Tolkien aus den Texten von Geoffrey von Monmouth (Verfasser der Historia regum Britanniae) und Thomas Malory (Verfasser von Le Morte Darthur).
The Fall of Arthur ist eines von mehreren erzählenden Gedichten, deren Ausarbeitung Tolkien wohl zugunsten der Erzählungen Der Hobbit und Der Herr der Ringe unterbrochen und nicht vollendet hat. Begonnen hatte er das Gedicht in den früheren 1930er Jahren. Erwähnt wird es beispielsweise 1934 in einem Briefwechsel mit R. W. Chambers, dem er das Gedicht zur Begutachtung zugesandt hatte. Dieser ermutigte Tolkien, dieses Vorhaben baldmöglichst fortzuführen. Die Entstehungsgeschichte wird von Christopher Tolkien in einem eigenen Kapitel des Buches beleuchtet.
| The Fall of Arthur                                      | König Arthurs Untergang                                                                |
| ------------------------------------------------------- | -------------------------------------------------------------------------------------- |
| Foreword                                                | Vorwort                                                                                |
| The fall of Arthur                                      | König Arthurs Untergang                                                                |
| Notes on the text of The fall of Arthur                 | Anmerkungen zu König Arthurs Untergang                                                 |
| The poem in Arthurian tradition                         | Das Gedicht in der Artustradition                                                      |
| The unwritten poem and its relation to The Silmarillion | Das ungeschriebene Gedicht und seine Beziehung zum Silmarillion                        |
| The evolution of the poem                               | Die Entwicklung des Gedichts                                                           |
| Appendix: Old English verse.                            | Anhang: A – Altenglische Dichtung; B – Zur deutschen Textgestalt; Literaturverzeichnis |

## Ausgaben
- J. R. R. Tolkien: The fall of Arthur. Hrsg.: Christopher Tolkien. HarperCollins, London 2013, ISBN 978-0-00-748994-7 (erb.kingdomnow.org – Leseprobe).
- J. R. R. Tolkien: König Arthurs Untergang. Hrsg.: Christopher Tolkien (= Hobbit-Presse). Klett-Cotta, Stuttgart 2015, ISBN 978-3-608-96050-1 (Übersetzt von Hans-Ulrich Möhring).